# لادیس
لادیس (به آلمانی: Ladis) یک منطقهٔ مسکونی در اتریش است که در ناحیه لاندک واقع شده‌است. لادیس ۷٫۱ کیلومتر مربع مساحت دارد ۱٬۱۸۹ متر بالاتر از سطح دریا واقع شده‌است.